# Imaginaire

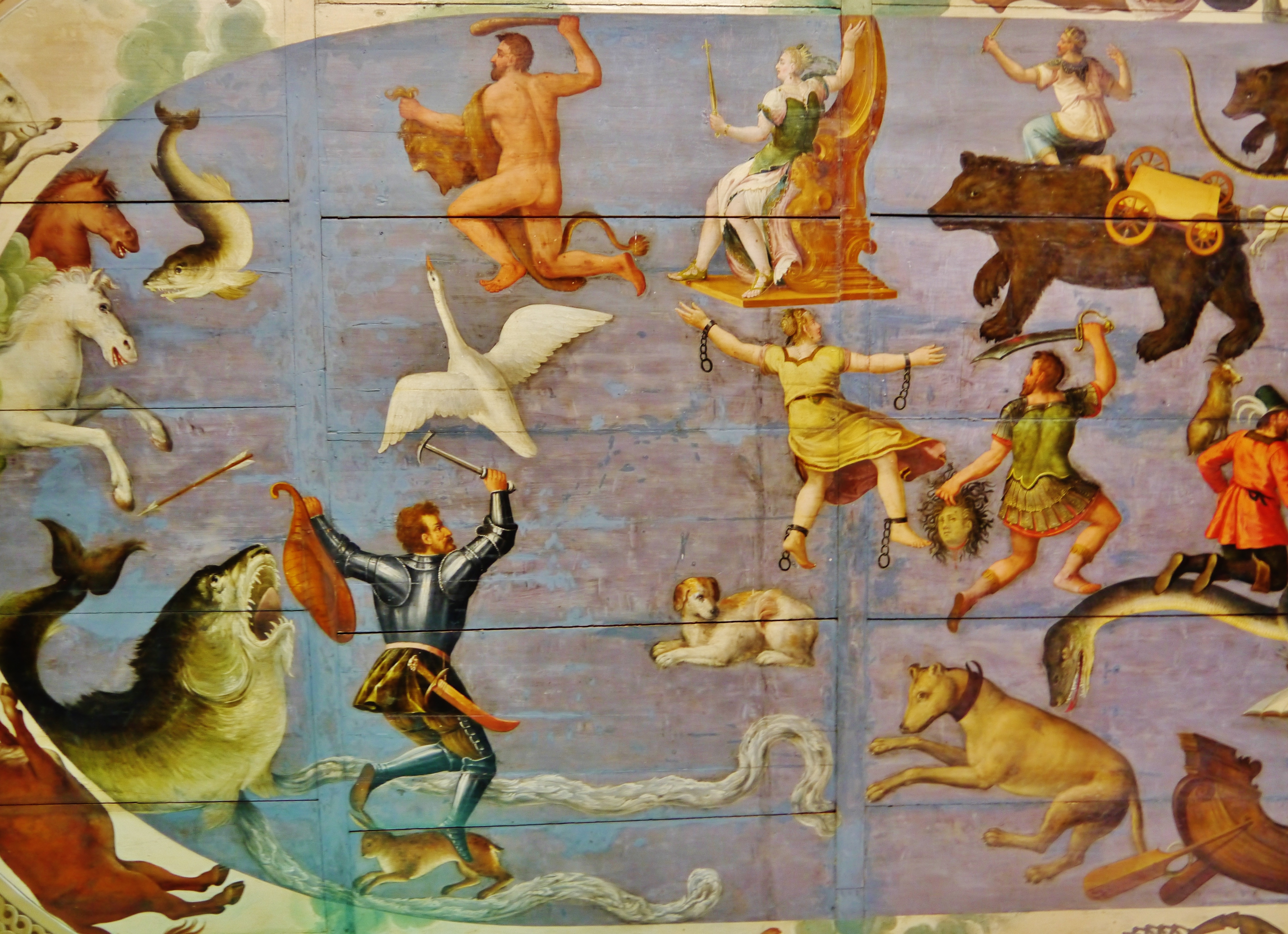
voyage dans l'imaginaire

Pour les articles homonymes, voir Imaginaire (homonymie).
 (mars 2008).
Si vous disposez d'ouvrages ou d'articles de référence ou si vous connaissez des sites web de qualité traitant du thème abordé ici, merci de compléter l'article en donnant les références utiles à sa vérifiabilité et en les liant à la section « Notes et références ».
L'imaginaire peut être défini sommairement comme le fruit de l'imagination d'un individu, d'un groupe ou d'une société, produisant des images, des représentations, des récits ou des mythes plus ou moins détachées de ce qu'il est d'usage de définir comme la réalité.

## Définition
Le concept d'imaginaire est polysémique, il renvoie à une multiplicité des sens, selon les points de vue adoptés, selon les auteurs qui l'utilisent ou les champs théoriques qui s'y réfèrent.
On peut différencier l’imaginaire social et l'imaginaire personnel, deux notions sensiblement différente de celle que le sens commun associe au mot imagination. Il s'agit de la capacité d'un groupe ou d'un individu à se représenter le monde à l'aide d'un réseau d'association d'images qui lui donnent un sens.

### Imaginaire social
On peut parler d'un imaginaire médiéval, de la renaissance, de l'âge classique, etc. comme on peut évoquer un imaginaire dogon, massaï, tibétain, inuit, vendéen, etc. On parlera également volontiers de l'imaginaire de René Magritte, de Jérôme Bosch, de Salvador Dalí, ou du Facteur Cheval. Jacques Nimier n'hésite pas à parler de l'imaginaire des mathématiques et on pourrait également se risquer à mentionner l'imaginaire de la science qui n'en est pas dépourvue, de Jules Verne, au docteur Folamour en passant par toute la science-fiction. L'imaginaire, bien plus que la « folle du logis » de la tradition rationaliste, apparaît comme une fonction centrale de la psyché humaine. Fonction de création vitale, les biologistes pour décrire le processus de métamorphose de la chenille au papillon parlent d'un processus qu'ils nomment « imaginal ». De la production d'images du rêve, on ne sait pas clairement quelle est sa fonction, mais on sait qu'elle est vitale. Si l'on réveille un chat pendant les phases de sommeil paradoxal de production onirique, au bout de quelques jours celui-ci meurt. Sur un plan collectif, la production des mythes répond également à une nécessité cruciale pour le groupe d'amalgamer ses valeurs dans un récit des origines et des fins qui fait tenir le monde dans une narration cohérente.
Chaque groupe humain construit un imaginaire qui lui est propre. Avec la publication de son livre L'institution imaginaire de la société le philosophe et psychanalyste Cornelius Castoriadis a introduit dans les sciences sociales le terme d'imaginaire social comme concept philosophique. Les « historiens de l'imaginaire » (Duby, Loraux, Le Goff, Vidal-Naquet e. a.) ont travaillé avec ce concept de même que le sociologue Eugène Enriquez qui a étudié l'imaginaire managérial par exemple. Pour ce sociologue, l'imaginaire peut être moteur comme il peut être leurrant ou source d'illusions. Pascal Galvani dans son ouvrage, Autoformation et fonction de formateur, se livre à la "radiographie" de l'imaginaire d'un groupe de formateurs d'adultes à l'aide d'une méthode mise au point par André de Peretti : l'atelier de blason. L'étude de cet auteur permet de dégager les lignes de force qui peuvent structurer un imaginaire professionnel en termes d'identification, de valeurs, de symboles, etc.

### Imaginaire personnel
Sur le plan individuel, l'imaginaire témoigne de la subjectivité de la personne. Les images qui traversent l'esprit sont présentes avant même que l'on tente de les inscrire dans la normativité symbolique du langage. Elles appartiennent à la singularité de l'histoire personnelle. La démarche psychanalytique, avec sa technique de libre association, constitue une des voies d'investigation privilégiée de l'imaginaire personnel qu'il s'agisse de se livrer à son archéologie ou bien de laisser au sujet la libre expression d'un sens qu'il instaure.

## Les grandes conceptions de l'imaginaire

### Les structures anthropologiques de l'imaginaire de Gilbert Durand
Depuis les années 60, Gilbert Durand s'est livré à une lecture anthropologique de l'imaginaire. Se situant dans la continuité de l'œuvre de Gaston Bachelard et celle de Carl Gustav Jung, il œuvre pour redonner à la symbolique et à l'image une place que lui ont refusée les divers « iconoclasmes », dont le positivisme. Pour cet auteur, le génie des cultures humaines passe par la création des langages symboliques qui laissent le sens s'instaurer dans le réseau des images qui leur sont propres. L'étude exhaustive qu'il mène auprès des mythologies du monde entier lui a permis de déceler des structures qui se dessinent et les sous-tendent, quel que soit leur lieu d'origine. Ainsi fait-il sienne l'affirmation de Gaston Bachelard qui déclare : « Notre appartenance au monde des images est plus fort, plus constitutif de notre être que notre appartenance au monde des idées ». Ses travaux s’appuient pour cela sur la lecture de la symbolique de toutes les grandes traditions humaines. Cet immense travail de décryptage aboutit à une schématique très largement reprise depuis, tant par la littérature que par l’art cinématographique et même la publicité. Gilbert Durand a donné à cette schématique le nom de régimes de l’imaginaire. « Tout imaginaire humain est articulé par des structures irréductiblement plurielles, mais limitées à trois classes gravitant autour des schèmes matriciels du « séparer » (héroïque), de « l’inclure » (mystique) et du « dramatiser » - étaler dans le temps les images en un récit - (disséminatoire) » (Durand, 1994, p. 26). Ces régimes qui sont au nombre de trois s’enracinent dans la gestuelle fondamentale de l’être humain, ainsi que dans son environnement cosmologique. La lecture cosmologique procède par une division duelle, ou polarité diurne/nocturne : un régime diurne et deux régimes nocturnes.

#### Le régime «héroïque» ou «schizomorphe»
La lecture issue de la gestuelle est quant à elle ternaire : l’acte de se lever ou la station debout s’associe avec le régime diurne et Durand la qualifie de schizomorphe ou d’héroïque. C’est lorsque le soleil se lève que l’humain se dresse sur ses jambes, ressentant dès lors la dichotomie entre le haut et le bas, le ciel et la terre. Dans ce régime de l’imaginaire, les objets apparaissent distinctement sous la lumière du soleil. On peut évoquer ici, pour illustrer ce schème, l'allégorie de la caverne de Platon. La logique afférente au régime diurne est celle du tiers exclu et le symbole approprié est celui de l’épée du savoir qui tranche l’obscurité du doute et de l’ignorance. (cf. l’iconographie bouddhique, où Manjushri, divinité de la connaissance est représentée avec une épée flamboyante). « Ainsi la structure schizomorphe première ne serait pas autre chose que ce pouvoir d’autonomie et d’abstraction du milieu ambiant qui commence dès l’humble autocinèse animale, mais se renforce chez le bipède humain par le fait de la station verticale libératrice des mains et des outils qui prolongent ces dernières ».

#### Le régime «synthétique»
Le deuxième schème, nocturne cette fois, s’enracine dans la gestuelle copulative, l’acte de s'accoupler. La nuit, les opposés se rejoignent, hommes et femmes deviennent un dans l’union de l’acte sexuel. Gilbert Durand nomme ce régime synthétique ou dramatique. Alors que dans le régime diurne il s’agissait de s’élever vers les hauteurs, le schème synthétique nous rappelle dans les profondeurs obscures de la caverne. Il s’agit de plonger en soi, de « toucher le fond », l’alpiniste devient spéléologue ou plongeur des grands fonds. « Platon lui-même sait bien que l’on doit à nouveau descendre dans la caverne, prendre en considération l’acte même de notre condition mortelle et faire, autant qu’il se peut un bon usage du temps ». Le principe logique est ici dominé par la causalité et la représentation diachronique qui permet de résoudre les contradictions grâce au facteur temps. On entre ici dans un système du tiers inclus, illustré par exemple par la symbolique taoïste du yin et du yang, ou par la coincidentia oppositorum des alchimistes et de Nicolas de Cues. Les théories systémiques par exemple œuvrent dans le régime nocturne synthétique tout comme la vision bouddhiste de coproduction interdépendante de toute chose.

#### Le régime «mystique»
Le troisième schème, nocturne lui aussi, puise dans la gestuelle digestive ou d’avalement, l’acte d'ingérer. L’humain devient un avec l’aliment qu’il ingère (l’aliment se perd dans les profondeurs sombres du corps humain). Durand le qualifie de régime mystique (ou antiphrasique) de l’imaginaire. Ici jouent à plein les principes d’analogie et de similitude. Le principe dynamique en œuvre est celui de la fusion. On peut par exemple évoquer la symbolique de la Sainte Cène dans le christianisme pour illustrer ce régime mystique. Le mythe de Jonas s’inscrit également dans la schématique du régime nocturne mystique. La recherche de l’Unité fondamentale de toute chose est au cœur du régime mystique.
L'imaginaire selon Joël Thomas : c’est « un système, un dynamisme organisateur des images, qui leur confère une profondeur en les reliant entre elles. L’imaginaire n’est donc pas une collection d’images additionnées, un corpus, mais un réseau où le sens est dans la relation ; comme le disait, dans une belle intuition, le peintre G. Braque, « je ne crois pas aux choses, mais aux relations entre les choses ». Cela nous permet d’affiner notre définition de l’imaginaire. L’imaginaire nous apparaît alors comme le dynamisme organisateur entre différentes instances fondatrices. Ces instances, comme « système vivant », sont en petit nombre - ce sont leurs combinaisons qui sont infinies -, et retrouvent les « solutions » entre lesquelles sont réparties les possibilités de la nature créatrice : le stable, le mouvant, et le rythme qui les relie ».

### Psychanalyse

#### Jacques Lacan

##### Le schéma R, ou l'intrication du réel, du symbolique et de l'imaginaire
Dans la triade Réel, Symbolique, Imaginaire de Lacan le registre de l'imaginaire est indissociable de celui du symbolique, et est à entendre à partir de l'image comme registre du leurre et de l'identification. Représentations dans l'ensemble inconscientes, l'imaginaire est le domaine des illusions du moi (opposé au « je » dans le clivage d'avec le sujet), de l'aliénation et des identifications, à commencer par la fusion avec la mère.

##### La relation imaginaire
Le Moi du sujet, sitôt constitué (voir Stade du miroir), va entretenir avec l'image "spéculaire" (l'image du miroir, qui est aussi l'image du semblable, "l'autre imaginaire") des relations "d'agressions érotisées" placées sous le signe de l'ambivalence : c'est le couple amour-haine.
Au fil des identifications, un certain nombre de signifiants sont considérés par le Moi comme ne faisant pas partie de lui-même ("Je suis ceci et pas cela") et attribués à l'autre imaginaire. Si ces signifiants ont une connotation favorable, l'autre imaginaire en porte le mérite et devient digne d'amour. Dans le cas contraire, il est rendu coupable du "choix" des signifiants qu'on lui attribue, et devient alors le "bouc émissaire" celui qu'on ne veut surtout pas être et qu'il faut éventuellement détruire.
Dans les deux cas, la structure symbolique commune à tous les sujets se masque alors dans un théâtre manichéen de personnages rendus responsables de leurs actes, en "bien" comme en "mal". La notion de "faute", de culpabilité émerge alors.

### Imaginaire et mythanalyse
Hervé Fischer attribue la genèse de nos imaginaires à la condition originellement mythique de l'existence humaine. C'est le monde qui vient au nouveau-né et non l'inverse. S'inspirant de Piaget, il se fonde donc sur une construction imaginaire de notre interprétation du monde. Et, à la différence de Gilbert Durand, il dédie la mythanalyse à l'exploration de nos mythes actuels. Il postule que nous sommes déterminés par autant de mythes actuels que les Grecs ou les Romains anciens, bien que nous prétendions être libérés de ces fabulations et modernes. Il attribue nos imaginaires sociaux et donc leur écho dans nos imaginaires individuels, à la structure élémentaire de ce qu'il appelle "le carré parental" (le Père, la Mère, le Nouveau-né (le corps qui commence à interpréter le monde qui vient à lui), et l'Autre (le langage et la culture sociale, tels que théorisés par Lacan). Il développe donc une mythanalyse bioculturelle des imaginaires sociaux. Il rejette la théorie des archétypes de Jung tout aussi bien que le langage symbolique universel de Fromm. En ce sens, la mythanalyse est plus proche de la sociologie que de la psychanalyse. Et il estime que toute théorie est un imaginaire, tout le langage est métaphorique et fabulatoire, ni la Raison, ni l'Histoire, ni le Progrès, ni même la mythanalyse ne pouvant échapper à cette condition originelle de la constitution mythique de notre pensée et de notre interprétation du monde. Malgré ce relativisme intégral, il suggère que c'est à nous de distinguer les mythes et les imaginaires qui sont bons pour nous collectivement et individuellement et de rejeter ceux dont les effets pervers sont manifestes.

### Imaginaire et philosophie: Jean-Paul Sartre
- Jean-Paul Sartre, L'imaginaire, Gallimard, coll. « Folio », 1973 (1re éd. 1940), 379 p. (ISBN 9782070323746)

### Imaginaire et histoire: Alain Corbin
Voir aussi les travaux des étudiants d'Alain Corbin regroupés dans Dominique Kalifa et Anne-Emmanuelle Demartini (dir), Imaginaire et sensibilités au XIXe siècle, Paris, Creaphis, 2005, ainsi que les travaux de Dominique Kalifa, notamment Les bas-fonds. Histoire d'un imaginaire, Paris, Seuil, 2013.

## Musée et écriture
Malraux a parlé du musée imaginaire, qui regrouperait des référents communs à une culture, un pays, un continent. Les Surréalistes ont aussi allègrement exploré ce « continent vierge » par l'inconscient, opérant une relecture du monde issu de la guerre par la créativité libérée des contraintes classiques, et par l'écriture automatique.
Des auteurs issus de la colonisation considèrent cet élément créatif comme essentiel pour compenser leurs situations minorées dans l'Histoire.
Aussi des auteurs aussi divers que Gabriel García Márquez, qui n'a cessé d'explorer les espaces humains « depuis sa bibliothèque », et qui a investi le réalisme magique, alors que d'autres comme Zadie Smith investit dans la diversité culturelle de Londres, à l'instar de Caryl Phillips et de David Dabydeen, qui mettent en relation l'Angleterre et son histoire outre-Atlantique.
Aux Antilles, Maryse Condé et Gilbert Gratiant ont épousé un imaginaire ouvert sur le monde, de même qu'Edouard Glissant, Raphaël Confiant et Patrick Chamoiseau.
Ce même souci se retrouve chez des auteurs comme Malcolm de Chazal, Robert Edward-Hart, Khal Torabully ou Lindsey Collen dans l'océan Indien.